# 조안 곤잘레스
조안 곤잘레스 카녤랴스 (Joan González Cañellas, 2002년 2월 1일 ~ )는 스페인의 축구 선수이며, 레체에서 중앙 미드필더로 뛰고 있다.